# Hudba

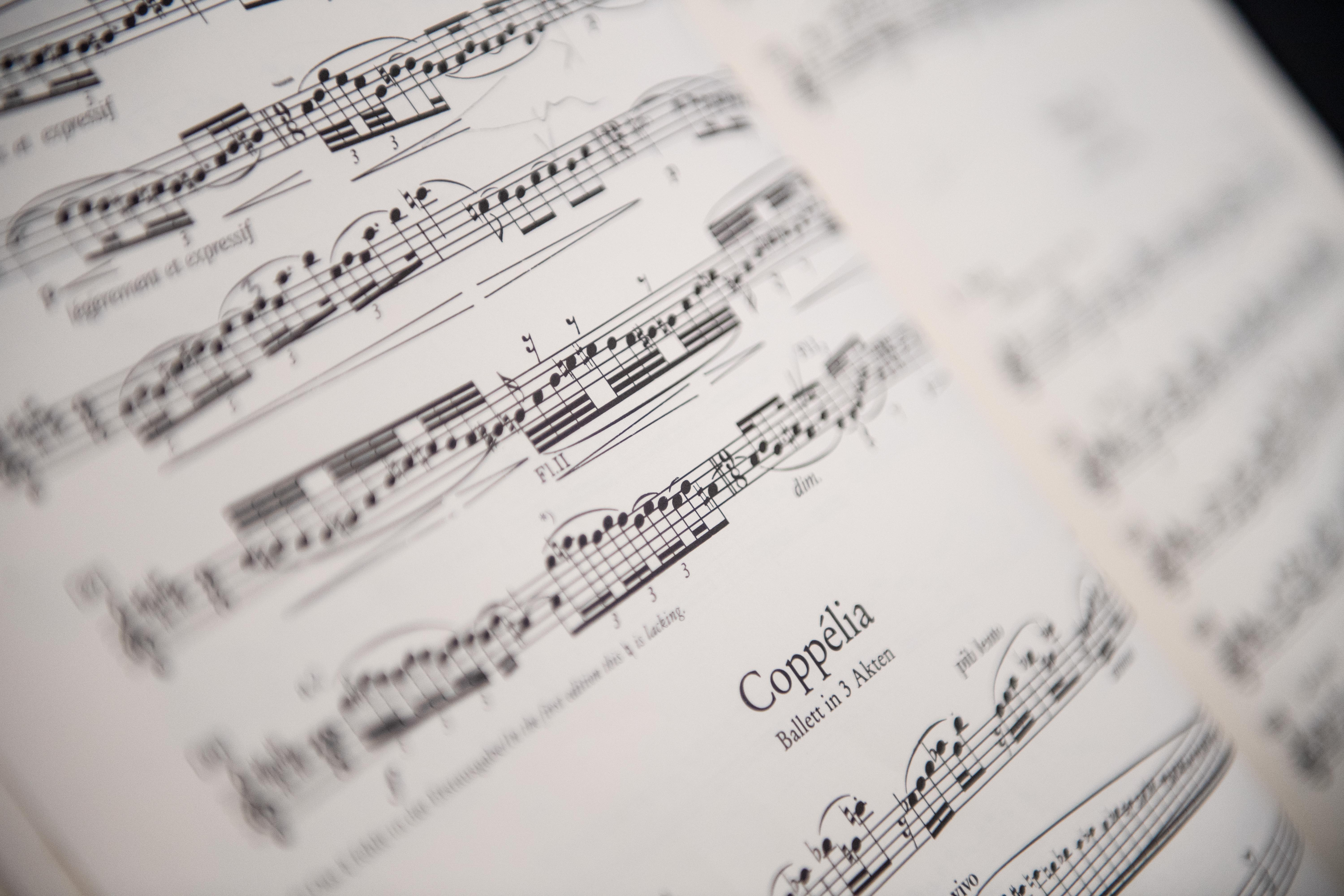
Notový zápis hudby

Hudba (hovorově muzika) je organizovaný systém zvuků produkovaný člověkem a určený pro lidské vnímání; oproti řeči, která slouží především k dorozumívání, je cílem hudby především estetické působení. Kvalitu, funkci a estetické působení hudby určuje výběr zvuků (v člověkem slyšitelném rozsahu), jejich rytmické členění a jejich uspořádání.
Osoba provozující hudbu je hudebník, lidově též muzikant. Výrazem hudba se někdy označuje také hudební těleso, orchestr (Posádková/vojenská/městská hudba xy).
Estetické působení hudby se plně uplatňuje pouze v rámci historicky proměnných pravidel a dobového vkusu. Odborná disciplína, která zkoumá hudbu obecně, vše, co je s ní spojené a zvláště tyto společenské souvislosti, se nazývá muzikologie nebo též hudební věda. Ta je zaměřena zvláště na západní klasickou hudbu a hudbu jako obecnější jev studují spíše sociální vědy jako kulturní antropologie, etnologie, kulturologie, kulturální studia či sociologie.
Většina antropologů a kulturologů hudbu považuje za antropologickou konstantu, tedy něco, co se vyvine v každé společnosti (doposavad byla hudba zaznamenána i u všech izolovaných kmenů), a co patrně vzniklo již na počátku lidské kultury. Předpokládá se, že hudba nebyla původně samostatným kulturním jevem, ale rozvíjela se ponejprve v rámci náboženství, respektive magicko-náboženských rituálů. K tomu alespoň poukazuje studium přírodních národů. K první výraznější separaci hudby a náboženství patrně došlo v antické civilizaci, pospolu se sekularizací divadla. Ještě na počátku středověku měla hudba ovšem především náboženský význam i v evropské kultuře, nakonec ale zde došlo k osamostatnění, což dalo vzejít klíčovému jevu dějin hudby, tzv. západní klasické (vážné) hudbě. Ta ovlivnila i jiné kultury, spolu s evropskou kolonizací a rozvojem moderní civilizace a globalizace, jakkoli si některé kulturní okruhy uchovaly velmi svébytné vlastní tradice, které pohlcení západní hudbou dlouho vzdorovaly (např. Japonsko). Na začátku 20. století došlo k dalšímu velkému přelomu, kdy byla vážná hudba vytlačena z hlavního proudu jazzem a začala se psát nová tradice, jejímž hlavním směrem se stalo to, co bývá nazýváno populární a rockovou hudbou. 

## Etymologie
Slovo hudba je odvozeno od „housti“ (odtud „housle“, „hudec“) a původně označovalo hru na strunný nástroj; vedle něj ve staročeštině ústrojně žila i „piščba“ (odtud „pištci“) a „trúbenie“ (odtud „trubači“).
Naproti tomu univerzálně evropský tvar vycházející z řeckého „músiké techné“, tj. umění, řemeslo Múz (významem mířící původně k hudbě a lyrické poezii), který přes latinské „musica“ dospěl v angličtině k „music“, ve francouzštině k „la musique“ a k německému „die Musik“, se v češtině stal součástí hovorové řeči. Setkáváme se s ním v základě slov jako „muzika“, „muzikant“, zatímco významovou svátečnost na sebe strhlo slovo „hudba“.

## Hudba jako umění
Technicky vzato je jistě možno hudbu provozovat zcela individuálně, ale především je společenským, kulturním jevem. Velmi dlouho byla vázána na ritus a za samostatné umění, jehož prostředkem jsou převážně tóny, ale i jiné zvuky a slovo, byla uznána poměrně pozdě. Patří téměř ke každé komunitě jako její společné dědictví. U přírodních národů ji nalézáme v úzkém spojení s tělesnými aktivitami (tanečními a rituálními), v kulturně vyspělé Evropě dal její rozvoj navíc impulzy pro zhotovování důmyslných hudebních nástrojů. Její nejvyšší hodnoty jsou svázány s pojmem vážná hudba, která z euro-atlantického okruhu postupně přesáhla během 20. století do kulturních míst celého světa. „Je to zřejmě to nejneslýchanější, nejpůvodnější a opravdu nejzázračnější, co kromě vědy naše západní civilizace vytvořila“, píše filozof Karl Popper v autobiografické knize Věčné hledání. 

## Teorie o vzniku hudby
Existuje mnoho různých teorií o vzniku hudby, ale žádná nebyla přijata obecně. Vzhledem k tomu že na rozdíl od ostatních druhů umění se u hudby nelze příliš spolehnout na přímé důkazy, jsou tyto teorie nutně částečně spekulativní. Existují následující názory:
- Hudba vznikla pro kooperaci v boji a pro výchovu v rodině.[1]
- Hudba vznikla jako doprovod společné práce a za účelem socializace.[2] Rytmická složka hudby pomáhá udržovat pracovní tempo.
- Hudba se (podle starověké domněnky) vyvinula napodobováním přírodních zvuků, například zpěvu ptáků. Její povaha je tedy mimetická. Pro tento pohled hovoří pojetí hudby v některých primitivních kulturách.
- Hudba se vyvinula společně s řečí (nebo je jako jakýsi prajazyk).[zdroj?] Tato teorie je založena na povaze tzv. tónových jazyků (například čínština), kde se význam vyjadřuje velkou měrou pomocí melodie.
- Hudba se postupně oddělila z celku společného slavení a rituálů, který zahrnoval vedle hudby ještě tanec a řeč.[zdroj?]

Ačkoliv pro žádnou z těchto teorií neexistují nezvratné důkazy, je třeba si uvědomit, že se navzájem nevylučují. Důvodem odlišného pojetí hudby v různých kulturách může být také právě rozdílný zdroj jejího vzniku. Vnímání, zda hudba je veselá či smutná, může být kulturně podmíněno. Libozvučnost je spíše sociální konstrukt a není vrozená. Hodnocení hudby tak podléhá stereotypům. Podle několika rozsáhlých výzkumů roste v posledních desetiletích podíl "štěstí" a tanečnosti na úspěchu skladeb, zároveň však takových skladeb spíše ubývá.
Hudba však, oproti tradovanému mínění, nepůsobí zlepšení jazykových a matematických schopností.

## Druhy hudby
Hudba se dá dělit do kategorií podle různých kritérií. Mezi nejčastější dělení patří následující:
Podle vztahu ke spiritualitě:
- Duchovní – váže se k rituálu, liturgii, náboženství
- Světská – zahrnuje ostatní témata, náměty, spadá sem hudba koncertantní, milostná, taneční

Podle původu:
- Umělá – je výsledkem práce konkrétního jednotlivce či skupiny
- Lidová – autor zde není znám, tato hudba se samovolně časem dotváří a mění

Podle záměru autora:
- Artificiální (umělecká) – autor se snaží do hudby vložit vysokou uměleckou a estetickou hodnotu (např. J. S. Bach, W. A. Mozart, Franz Liszt, Fryderyk Chopin)
- Nonartificiální (neumělecká) – autor se nesnaží o vysoké umělecké a estetické cíle (jejím účelem je zabavit publikum)

Tyto kategorie jsou orientační, a nejsou proto striktně oddělené, naopak se často vyskytují i jejich kombinace, například lidová duchovní hudba (gospel).
Moderní hudba podle hudebního žánru:
- rock
- metal
- hardcore
- punk
- techno
- dubstep
- pop
- hip hop
- jazz

Nové hudební styly vznikají mnohdy jako opozice ke stávajícím stylům.

## Definice hudební vědy
- Muzikologie je vědou o hudbě. (Willy Apel, Harvard Dictionary of Music, Cambridge 1969, s. 473).
- Hudební věda je věda o hudbě…, je tou oblastí vědy, která se zabývá získáváním a systematizací poznatků vztahujících se na hudbu (Glen Haydon, Introduction to musicology, Chapel Hill 1941, s. 1)
- Pod hudební vědou sdružujeme dnes ve všeobecnosti a) akustiku, b) tónovou fyziologii a tónovou psychologii, c) hudební estetiku, d) hudební teorii a e) hudební dějiny (Ludwig Schiedermeier: Einführung in das Studium der Musikgeschichte (Bonn 1947, s. 1).
- Hudební vědec se zabývá hudbou, bez ohledu na to, zda pochází z ústní nebo písemné tradice, se vším, co může osvětlit její lidské vazby… poznatky hudebního vědce musí pokrýt všechny disciplíny, které tato kniha popisuje, a to přes celý dějinný průběh hudby. Ve svém výzkumu se hudební vědec samozřejmě zaměřuje na jednu nebo více disciplín. Hudební vědec je především historikem …, přičemž včera přednesená hudba je součástí dějin.(Harrison – Hood – Palisca: Musicology. New York 1963, s. 116, 119).

## Dějiny hudby

### Klasická hudba
Za středověkou hudbu bývají označovány již počátky hudby křesťanské, silně ještě spjaté s antikou. Příkladem může být Hilarius z Poitiers (310–368), který využíval čtyř základních řeckých stupnic podobně jako písně, které byly zpívány v pohanských chrámech a na scéně světských divadel, avšak psal k nim křesťanské texty. Významným mezníkem vývoje hudby v raném středověku bylo, když dal papež Řehoř Veliký (540–604) kodifikovat a kanonizovat několik stovek liturgických zpěvů a nařídil, že při bohoslužbách je smějí zpívat jen vycvičení a vzdělaní kněží, a že liturgický zpěv musí být jednohlasý a bez doprovodu hudebního nástroje. To nadlouho zastavilo vývoj evropské hudby, nicméně přivedlo k dokonalosti jednu linii, zvanou gregoriánský chorál. Jednohlasnost byla přísně dodržována až do 11. století, kdy se prosadil vícehlas, což způsobilo hudební revoluci. Gregoriánský chorál je dnes znám právě ve své vícehlasé podobě. Období rozvinutého vícehlasu (od 12. do prvních desetiletí 14. století) se nazývá ars antiqua. Posledním obdobím středověké hudby je tzv. „nové umění“, tedy ars nova, jehož nejvýznamnějším přínosem je svěží melodika, rozmach instrumentace, rytmu, větší zájem o vertikální vztahy tónů a výrazný pokrok v notaci. Dochází k emancipaci a rozvoji harmonie, jakožto plnohodnotné součásti základních hudebních atributů. Vedle této oficiální linie existovala ovšem i lidová duchovní píseň a lidová světská píseň.
Renesanční hudba (zhruba 1400-1600) navázala na antiku důrazem na harmonii a konsonantností, tedy vzájemným provázáním všech částí díla. Typickou se stala polyfonie. Hudba začala sloužit k mnohem osobnějšímu vyjádření skladatele, již se nemusel držet tolik náboženské tematiky, ani přísných pravidel gregoriánské epochy. Celou epochu, hudbu nevyjímaje, ovlivnil vynález knihtisku. V hudbě umožnil mnohem větší a rychlejší šíření notací po světě. Nejvýznamnějším autorem epochy byl Giovanni Pierluigi da Palestrina.

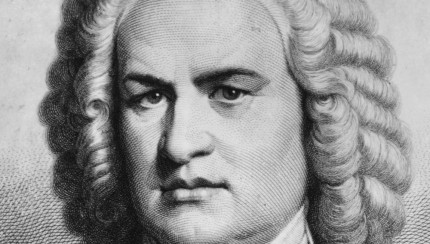
Johann Sebastian Bach

Barokní evropská hudba oproti renesanční zesložitěla. Typickou se stala zpěvnost a emocionální působivost – hlavním úkolem barokní hudby je přenášet pocity na posluchače. Je charakterizována použitím komplexu tonálního kontrapunktu a použitím basso continua, neboli souvislé basové linky. Ve vícehlasé vokální skladbě canzona se formovaly počátky sonátové formy, stejně jako formálnější představa o variacích. Tonalita dur a moll jako prostředek pro zvládnutí disonance a chromatismu v hudbě nabývají plného tvaru. Nejdůležitějšími autory byli Johann Sebastian Bach a Georg Friderich Händel.
Následující klasicistní hudbu označují hudební odborníci většinou za zklidněnější, racionálnější a hravější oproti hudbě barokní. Velký rozvoj zaznamenalo hudební divadlo, především žánr opery, zejména vzrostla popularita opery buffa. Jako zcela nová hudební forma vznikla symfonie. Rozvinula se forma koncertů pro sólové nástroje a orchestr, buď komorní nebo symfonický. Klasiky klasicismu jsou především Wolfgang Amadeus Mozart a Joseph Haydn. Ludwig van Beethoven je buď vnímán jako ten, kdo klasicismus uzavírá, nebo jako ten kdo otevírá éru novou, romantickou.

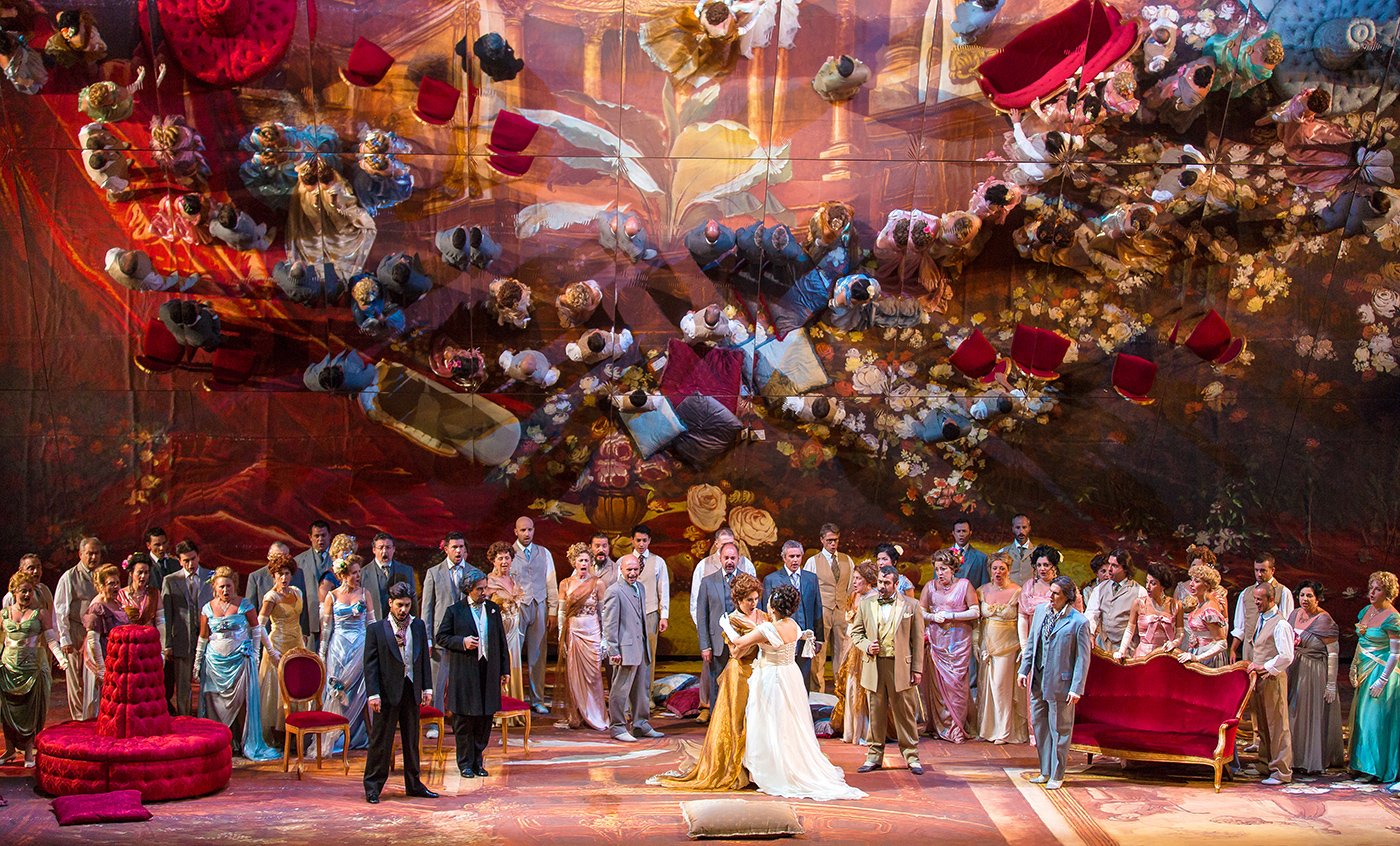
Verdiho La traviata

Romantici začali věnovat velkou pozornost melodické linii, vsadili na velkou emocionalitu, rozbili tradiční harmonii a více než kdy předtím začali čerpat motivy z lidové hudby. Hudba se stala více chromatickou, disonantní a tónově barevnější, s napětím (s ohledem na přijaté normy starších forem) při nárůstu počtu předznamenání. Výsledkem byl hudební romantismus, často spojený s nějakým literárním motivem, který hudba měla zpracovávat, ilustrovat, rozvíjet (tzv. programní hudba). Rozvíjela se v součinnosti s moderním nacionalismem a stala se základem národních kultur. Obrovskou roli začala hrát opera, symfonie a balet. K nejdůležitějším autorům patří Giuseppe Verdi, Gioacchino Rossini, Richard Wagner, Richard Strauss, Bedřich Smetana, Antonín Dvořák, Hector Berlioz, Franz Schubert, Petr Iljič Čajkovskij, Frederyk Chopin, Robert Schumann, Felix Mendelssohn-Bartholdy, Ferenc Liszt, Johannes Brahms a Gustav Mahler.
Modernistická hudba je definována rozbitím některých tradičních struktur, jako je tonalita, metrický systém apod. Muzikologové hledají počátek modernistického průlomu buď v impresionismu, který reprezentovali nejčistěji Claude Debussy a Maurice Ravel, anebo až na konci 19. století, u Richarda Strausse, zejména v jeho Donu Juanovi (1888), a zejména pak v pozdních pracích Gustava Mahlera. Zatímco u těchto autorů se dá hovořit o koketérii s rozbitím starých forem, autoři jako Igor Stravinský (dvanáctitónová hudba) nebo zejména Arnold Schoenberg (atonalita) si toto rozbití pak dali přímo jako program. Dalšími významnými autory první vlny modernismu byli Béla Bartók, Leoš Janáček, Jean Sibelius, Dmitrij Šostakovič či Sergej Prokofjev. Později to byli Alban Berg, Anton Webern, John Cage, Aaron Copland, Bohuslav Martinů nebo Erik Satie.

### Populární hudba

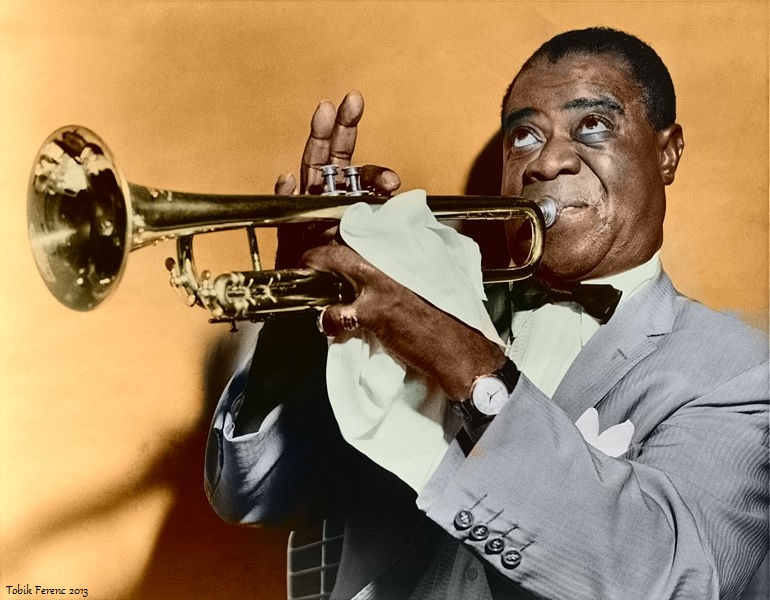
Louis Armstrong

Ač se modernisté domnívali, že přinášejí revoluci, skutečnou revolucí v kulturních dějinách světa byl nástup mnohem uvolněnější a jednodušší hudby na konci 19. a na začátku 20. století. Na konci 19. století vznikl v černošských komunitách ve Spojených státech ragtime, specifický způsob klavírní hry, s pravidelným rytmem v polkovém či pochodovém tempu s oktávovým basem na těžkých dobách a s bohatě synkopovanou melodií. Synkopa pochází z africké hudby, je to rytmicko-metrický útvar, který ozvláštňuje pravidelný průběh hudební fráze. Na jihu USA vzniklo ve stejné době blues, zesvětštěním náboženských písní amerických černochů – gospelů a spirituálů. Blues se od nich odlišilo sázkou na sólový zpěv namísto sborového a melancholičtější náladou. Spojením vlivu ragtimu a blues vznikl jazz. Převzal synkopický princip z ragtime, houpavé frázování (neboli shuffle) z blues a přidal improvizaci. Vznikl na počátku 20. století, taktéž v černošských komunitách ve Spojených státech. V New Orleansu vznikla jedna ze základních odnoží jazzu, často zvaná též původní jazz, tzv. dixieland. Mnohem vlivnější verzí se stal ale swing, který se rozšířil ve 20.-30. letech a hrály ho tzv. big bandy. Popularita souvisela s tím, že se na tuto hudbu již dalo tančit. Swing navíc přijali i američtí běloši, jako posluchači i jako hudebníci. Od 40. let se jazz začal vyvíjet k novým, složitějším verzím (nejprve bebop, posléze free jazz ad.), ale ty již nesehrály tak zásadní společenskou roli. K nejznámějším jazzmanům patří Louis Armstrong.

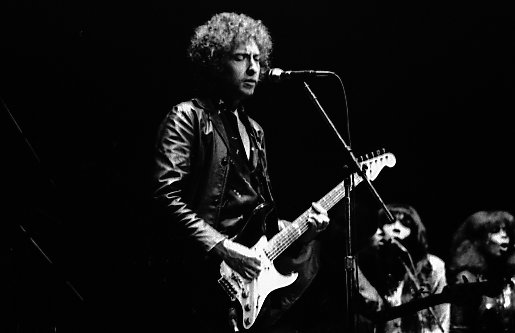
Bob Dylan

Souběžně s jazzem se vyvinuly i styly populární hudby, které vycházely z bělošských, nikoli černošských kořenů. Byly to zejména dechová hudba, folk a country. Country má kořeny v hudbě 18. století zvané old-time music, což byla lidová hudba zvláště irských, anglických, ale i jiných evropských přistěhovalců do severní Ameriky, pro niž bylo typické mj. užití banja, houslí, foukací harmoniky nebo jódlování, a která má možná kořeny až keltské. Tato tradice byla na jihu Spojených států skloubena s postupy blues a vzniklo americké country, zpočátku často zvané též hillbilly a provozované v barech zvaných honky-tonk. Country bylo od počátku koncipované jako hudba taneční, čímž se odlišuje od silně spjaté větve, kterou můžeme nazvat folk. Folk, či folk revival, se začal rozvíjet zhruba ve 30. letech 20. století. Představiteli byli spíše individuální umělci, takzvaní písničkáři, často vystupující jen s kytarou a foukací harmonikou, kteří využívali tradičních popěvků a někdy i textů, ale stále více do textů vkládali i osobní poselství, často politická, což souviselo s velkou hospodářskou krizí, která vypukla roku 1929. Zpočátku byli tito folkaři často přímo spojeni s americkým odborovým hnutím. Na konci 50. a na začátku 60. let na toto dědictví navázala nová generace mladých umělců, kterým se nakrátko podařilo stát se nejpopulárnějšími umělci své doby, než je porazil rock. Symbolem této vlny byl především Bob Dylan.

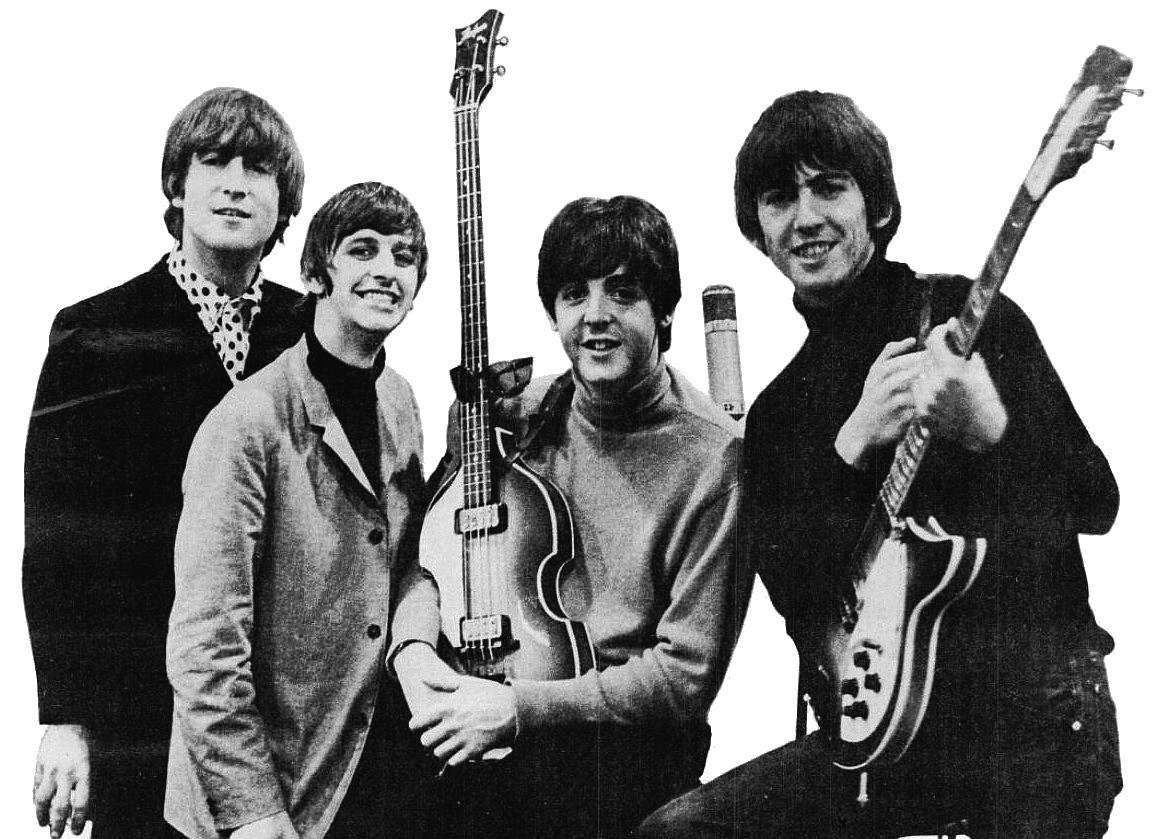
The Beatles

V 50. letech zahájil revoluci rokenrol. Vstřebal vlivy blues, soulu, boogie-woogie (taneční verze blues), jazzu, folku i country, neboli, obecně řečeno, smísil tradici bělošské a černošské hudby v USA. Jeho šíření bylo podmíněno především rozvojem rozhlasu, gramofonových desek a jukeboxů. Ikonickým nástrojem stylu se pak stala elektrická kytara vynalezená již v roce 1932, avšak široce využívaná právě až od 50. let. Symbolem rokenrolu se stal Elvis Presley. Rokenrol stál u zrodu větve populární hudby, která se nazývá rock. Jeho mezníkem bylo zejména originální uchopení rokenrolové inspirace v Británii, které zosobnily zvláště skupiny The Rolling Stones a The Beatles. Od konce 60. let pak v rocku začalo docházet k různorodé stylové diferenciaci, avšak u publika úspěchu dosáhl zejména glam rock reprezentovaný například skupinou Queen. S ním začaly polemizovat mnohem tvrdší styly jako heavy metal, hard rock, nebo punk. V 80. letech zjemnění přinesla nová vlna (zejm. Depeche Mode) či alternativní rock (U2). 90. léta 20. století inovovala zejména grungem (Nirvana), britpopem (Oasis) a pop punkem (Green Day). 90. léta přinesla také vlnu rapu a hip hopu.

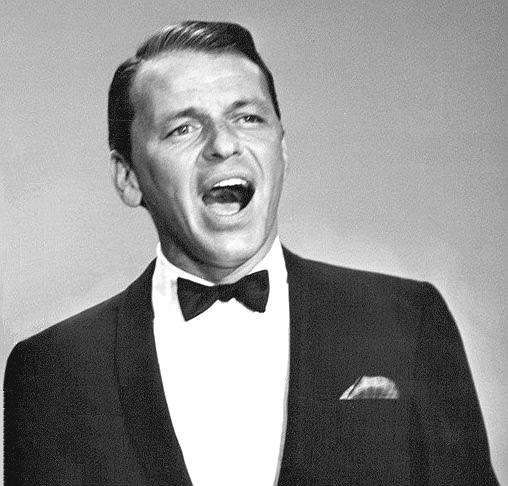
Frank Sinatra

Populární hudba měla ještě jeden, v zásadě samostatný zdroj. Lidové hudební divadlo, především operetu, vaudeville, varieté a muzikálové divadlo. Svébytné postupy se začaly rozvíjet též v souvislosti se vznikajícím filmem. Spojením této tradice se swingem vznikla ve 30.-40. letech pop music, v základní podobě nazývaná tradiční pop či easy listening. Jejím symbolem je zvláště Frank Sinatra. Druhý mohutný proud pop music vychází z R&B, funku a soulu. Povětšinou se mu věnovali černošští američtí zpěváci a nejznámějším z nich se stal Michael Jackson. Třetím proudem pop music je to, co lze nazvat "disco, taneční a elektronický pop". Kořeny disca jsou v undergroundu, ale v 70. letech se styl stal jedním z nejpopulárnějších, jak dokazuje například úspěch skupiny ABBA. Významné inovace přinesl synthpop, hlavní proud pop music tvoří ovšem taneční pop (Madonna, Lady Gaga). Čtvrtým širokým korytem pop music je pak to, co lze nazvat pop rock, tvořený popovými umělci, kteří načerpali inspiraci v rocku a folku (Bon Jovi). Ve 21. století začalo sehrávat velkou roli spojení popu a hip hopu a také tzv. indie pop (Lana Del Rey, Sia, Billie Eilish, Ellie Goulding apod.). Existují také velmi osobité národní či lokální tradice populární hudby, např. francouzský šanson (Édith Piaf), latin pop, j-pop apod.
Některé styly rocku či popu časem vytvořily svůj vlastní hudební a subkulturní svět a jsou vnímány jako samostatné, zejména metal, elektronická hudba a hip hop.